# Заречный мост
Заре́чный мост (Ужупё; лит. Užupio tiltas) — автодорожный металлический балочный мост через реку Вильню в Вильнюсе, Литва. Является памятником истории местного значения (IV 1011), включён в Реестр культурных ценностей Литовской Республики как объект регионального значения и охраняется государством (код 16768).

## Расположение
Соединяет улицу Майронё (Maironio g.) с улицей Ужупё (Užupio g.) на Заречьи (Užupis). Рядом с мостом располагается Пречистенский собор.
Выше по течению находится мост Паплауйос, ниже — Бернардинский мост.

## История
Первое известное упоминание о Заречном мосте датируется 1605 годом. Мост неоднократно восстанавливался в дереве после пожаров и наводнений. Существующий мост построен в 1899—1901 годах под руководством инженера Я. Малиновского. Сооружением каменных опор производил подрядчик О. Андреев, металлические конструкции были изготовлены на предприятии белостокского фабриканта А. Вечёрки. Для динамического испытания использовались пожарные экипажи с наполненными водой бочками. Акт о приёмке моста был подписан 23 января 1901 года.
В 1955 году выполнен ремонт моста, в ходе которого устроена новая железобетонная плита проезжей части, заменена гидроизоляция, на проезжей части уложен асфальтобетон.
В 1993 году мост был внесён в регистр культурных ценностей Литвы.
В 2002 году неподалёку от моста в месте выхода коллектора дождевой канализации установлена скульптура Ундины Ужуписа (иначе Русалки; скульптор Р. Вильчяускас).

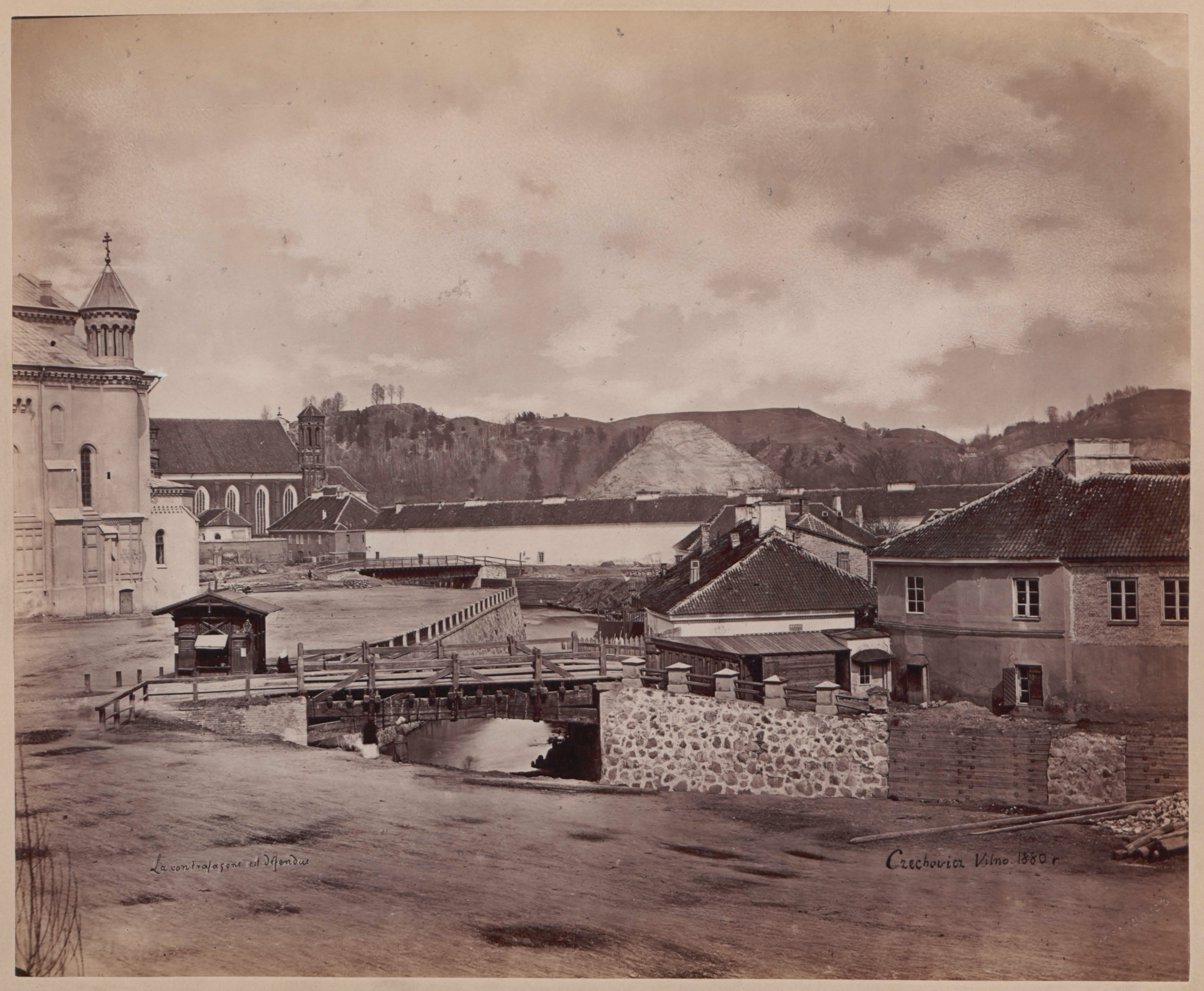
Деревянный Заречный мост. Фото Ю. Чеховича, 1880 год
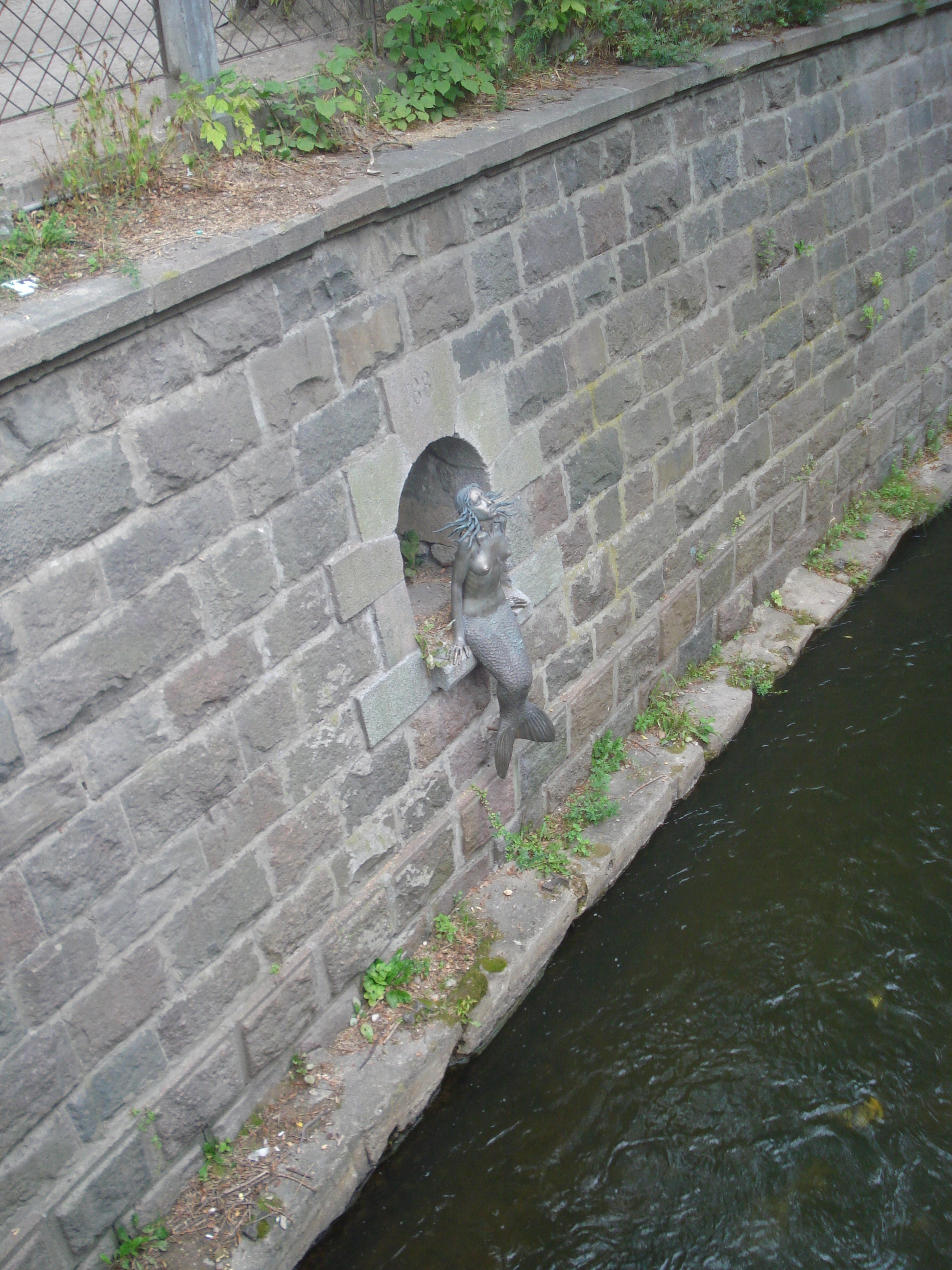
Ундина Ужуписа
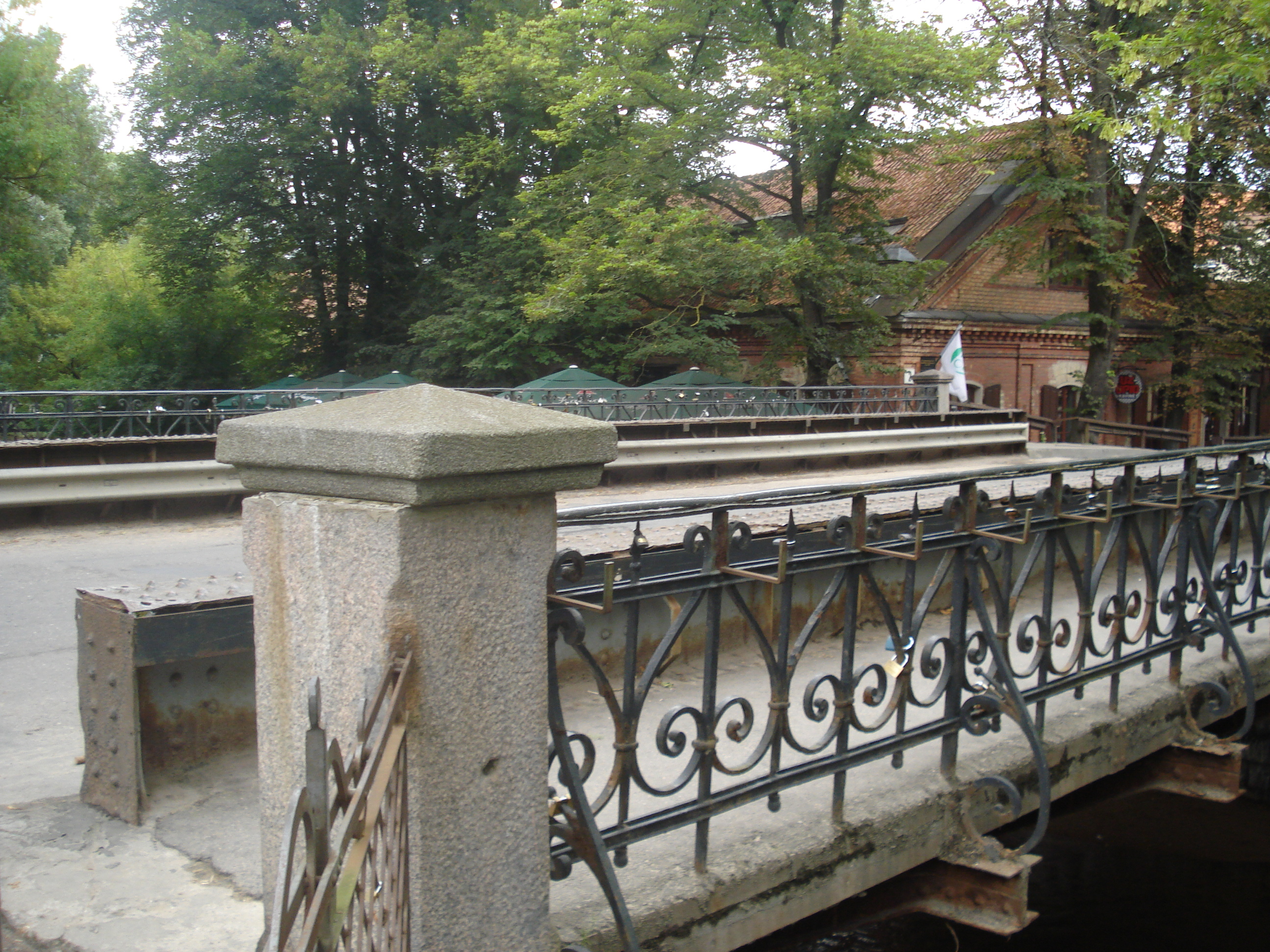
Вид на мост с улицы Майронё в сторону улицы Ужупё

## Конструкция
Мост однопролётный сталежелезобетонный балочный. Пролётное строение состоит из 2 металлических клёпаных двутавровых балок постоянной высоты и железобетонной плиты проезжей части. Главные балки объединены между собой поперечными связями. Устои выполнены из бутовой кладки с гранитной облицовкой. Длина моста составляет 19,9 м, ширина — 9,75 м (из них ширина проезжей части — 6,5 м и два тротуара по 1,35 м).
Мост предназначен для движения автотранспорта и пешеходов. Проезжая часть включает в себя 2 полосы для движения автотранспорта. Покрытие проезжей части — асфальтобетон. Тротуары отделены от проезжей части металлическим барьерным ограждением. Перильное ограждение чугунное художественного литья, на устоях завершается гранитными тумбами. К мосту примыкают подпорные стенки набережной, на левом берегу — арочный проем кирпичного коллектора дождевой канализации с порталом из декоративных тесаных гранитных блоков, на которых выгравирована дата «1881». В проеме установлена скульптура Ундины Ужуписа.